# 基督堂 (马六甲)

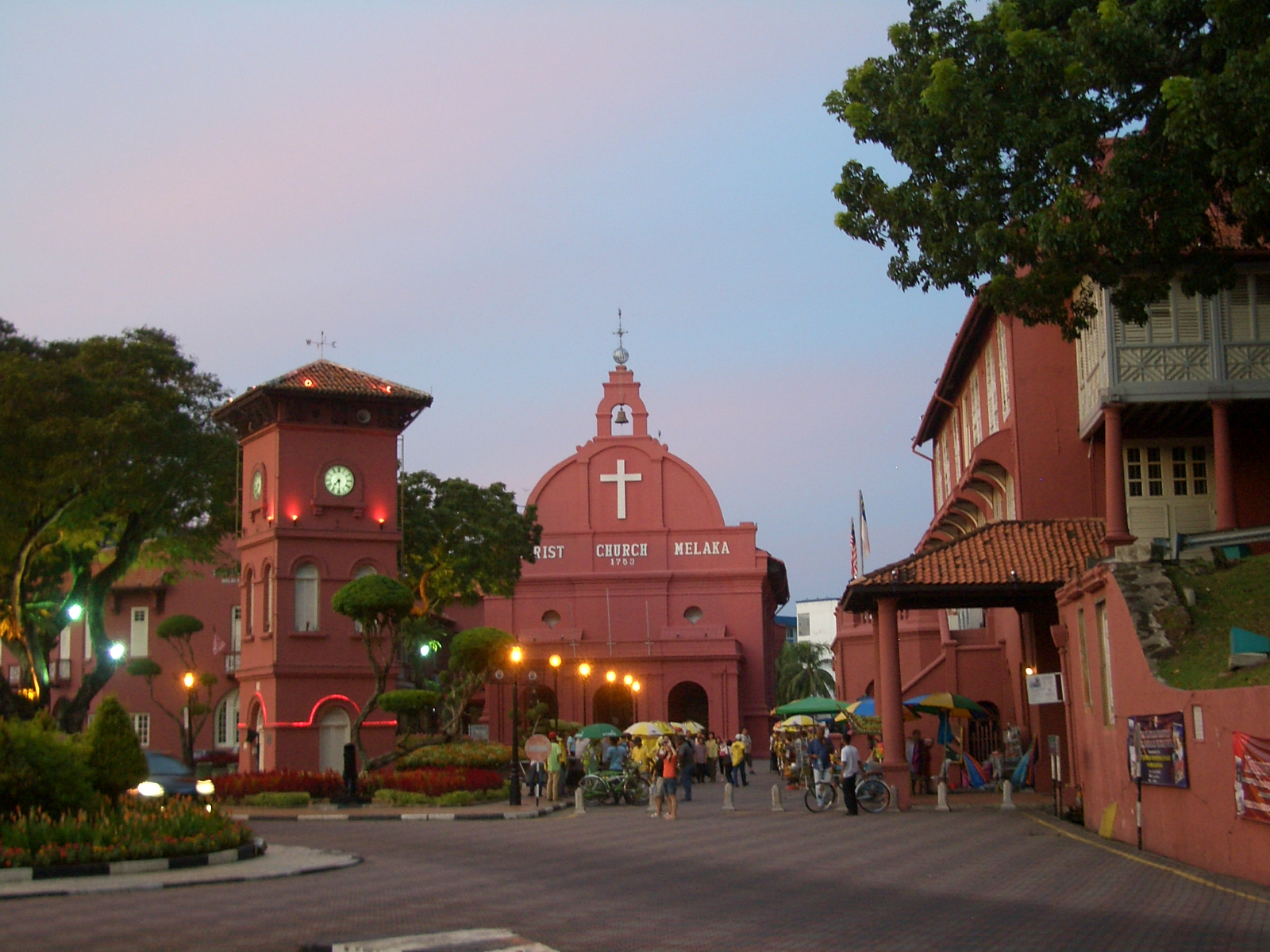
荷兰广场

基督堂是马来西亚马六甲一座18世纪新教教堂，它是马来西亚最古老的仍在开放的新教教堂，现在属于圣公会西马教区。

## 历史
1641年，荷兰从葡萄牙手中夺取马六甲，取缔罗马天主教，将现有的教堂改为荷兰归正会使用。位于圣保罗山顶的圣保罗堂改名为高教堂（荷蘭語：Bovenkerk），继续作为荷兰人的主要教堂。
1741年，为纪念从葡萄牙手中夺取马六甲一百周年，荷兰资产者决定建造一个新的教堂，以取代老化的“Bovenkerk”。教堂在12年后的1753年完成，取代“Bovenkerk”作为荷属马六甲主要的荷兰归正会教堂。
1824年英荷条约签订后，马六甲归属英国。1838年，该教堂改用圣公会礼仪，更名为基督堂。1858年，该堂由海峡殖民地政府维护。
该教堂最初为白色，1911年和毗邻的荷兰总督府建筑漆成红色。

## 外部連結
- Diocese of West Malaysia